# Huanne-Montmartin
Huanne-Montmartin település Franciaországban, Doubs megyében. Lakosainak száma 105 fő (2022. január 1.). Huanne-Montmartin Gouhelans, Puessans, Rognon, Romain, Tournans és Trouvans községekkel határos.

## Népesség
A település népességének változása:
| Lakosok száma | 61   | 48   | 70   | 77   | 84   | 83   | 87   | 98   | 100  | 105  |
|               | 1968 | 1982 | 1990 | 2006 | 2013 | 2015 | 2017 | 2019 | 2020 | 2022 |